# 歐洲柏大戟
歐洲柏大戟（學名：Euphorbia cyparissias）是大戟科大戟屬的一个种，原产歐洲和土耳其，於1860年代作為觀賞植物引入北美洲。

## 分佈
歐洲柏大戟生長在沙丘、岸邊及草原。於北美洲，它們被種植在路邊乾旱及多石的土壤、草地及草坪中。它們較為喜歡開放的地區生長，而非森林或田地。

## 特性

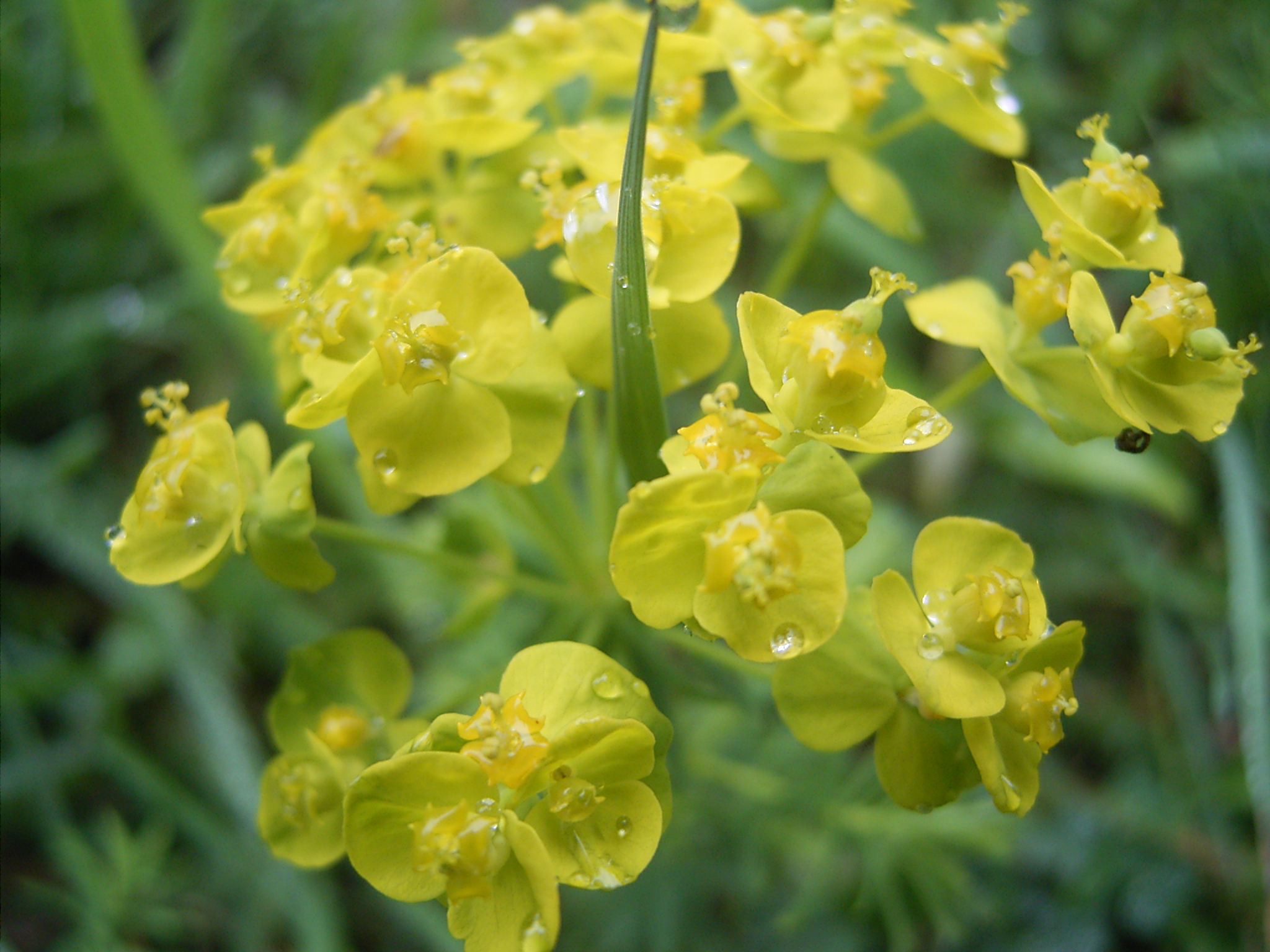
歐洲柏大戟的花朵。

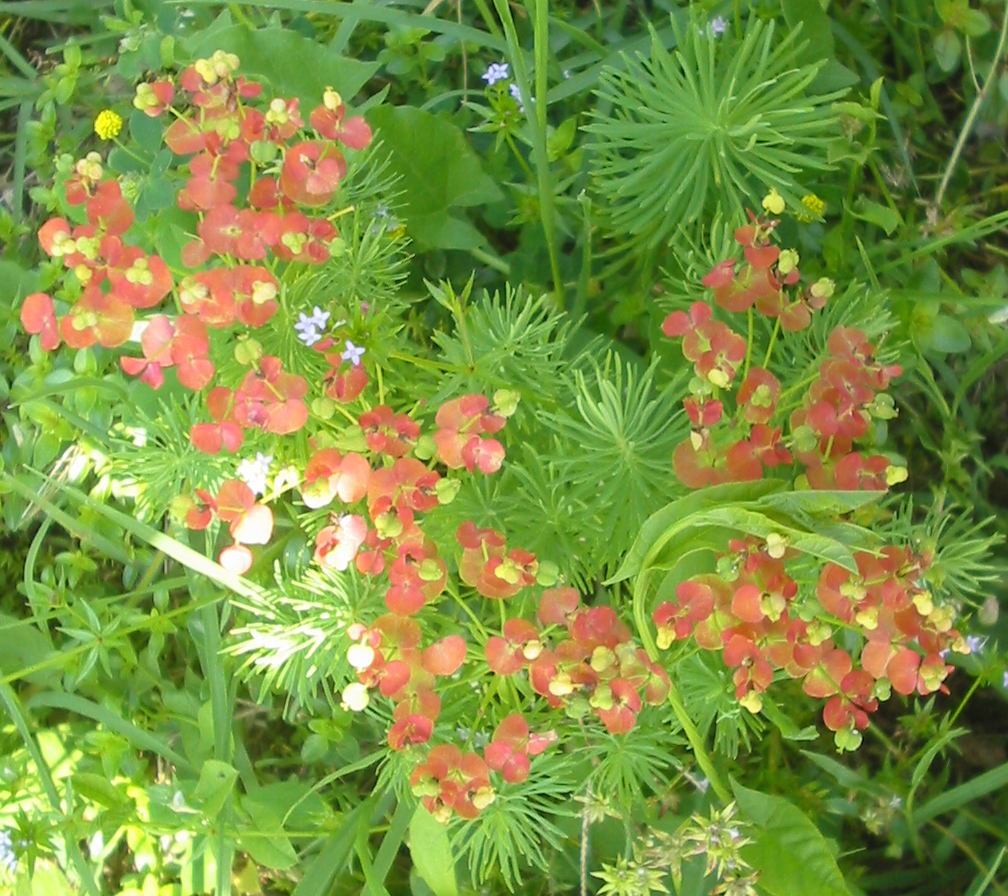
歐洲柏大戟的苞葉。

歐洲柏大戟以種子及地下的根來繁殖。它們一般高10-80厘米。其苞葉像花瓣，呈綠黃色，於5月至8月成熟，會變成紫色或紅色。歐洲柏大戟的果實在成熟後會爆開，將種子散播達至16呎遠的地方。歐洲柏大戟亦會從側根繁殖，可以散佈得很快及很密。它的葉子很特別，細小及幼長，長2-4厘米及闊1-2毫米。

## 毒性
歐洲柏大戟若被折斷，會分泌出一種乳狀的樹液。傳說這種樹液可以治癒疣。有指這些樹液是有毒的，並會刺激皮膚。樹液亦可能會刺激眼睛及胃腸管。
歐洲柏大戟在很多地方，如美國科羅拉多州，都被指是有害的植物，會影響其他當地植物的生長。它們相信是對牛及馬有害，但對羊則沒有害。